# قطعنامه ۱۸۳۶ شورای امنیت
قطعنامه ۱۸۳۶ شورای امنیت سازمان ملل متحد که در تاریخ ۲۹ سپتامبر ۲۰۰۸ تصویب شد، سندی بین‌المللی دربارهٔ بررسی وضعیت در لیبریا است. این قطعنامه طی نشست ۵۹۸۵ام با ۱۵ رای موافق، ۰ مخالف و ۰ ممتنع تصویب شد.